# Neukirch (Bodenseekreis)

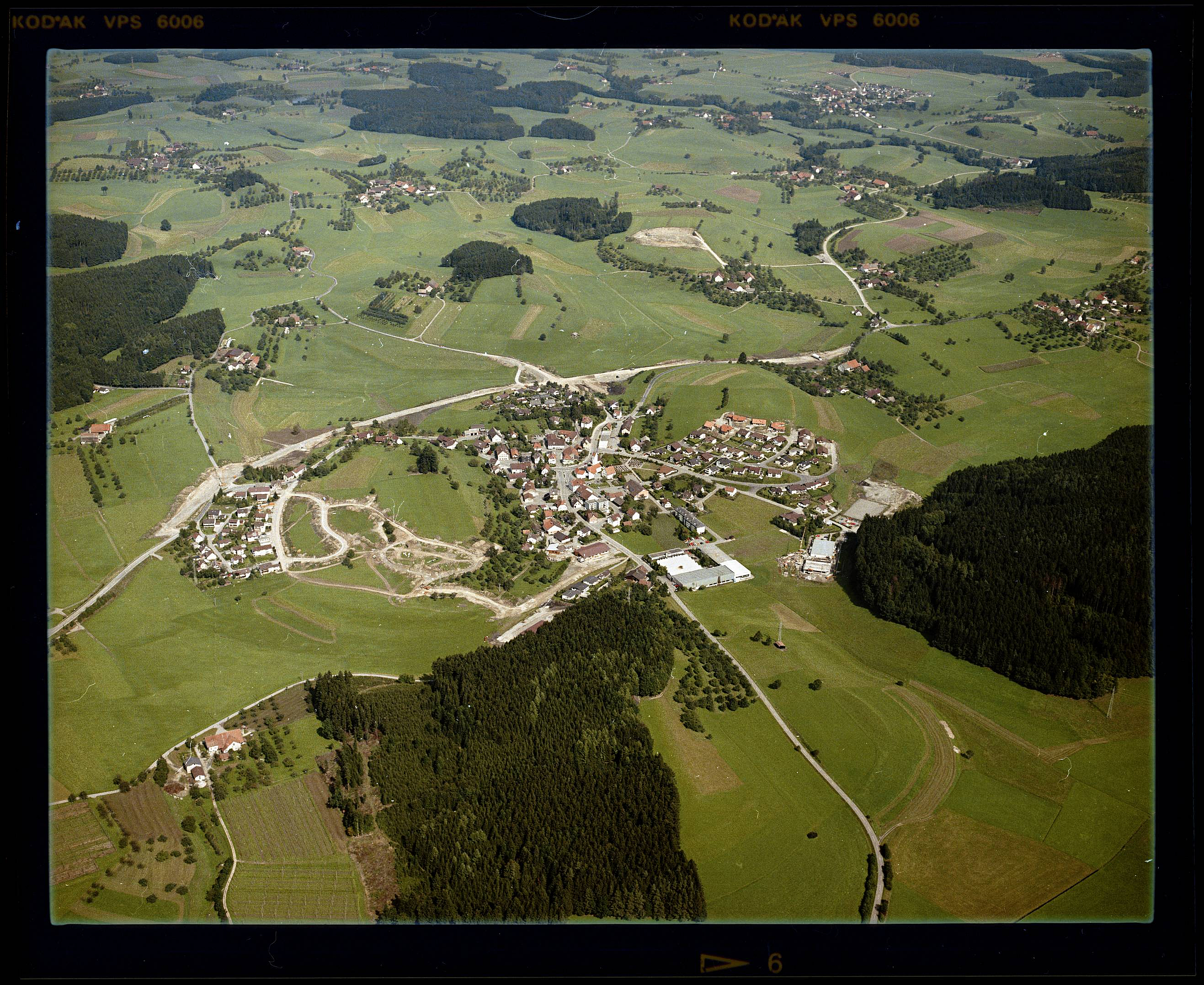
Luftbild von Neukirch (1983)

Neukirch ist eine baden-württembergische Gemeinde im Bodenseekreis, rund acht Kilometer östlich von Tettnang.

## Geographie

### Lage und Nachbargemeinden
Neukirch liegt in einer hügeligen, durch kleine Seen und Weiher unterbrochenen Wald- und Kulturlandschaft nördlich des Flusses Argen.
Die östlichste Gemeinde im Bodenseekreis grenzt im Westen und Südwesten an das Gebiet der Stadt Tettnang (Bodenseekreis), im Süden an die Gemeinde Achberg, im Osten an die Stadt Wangen im Allgäu und im Norden an die Gemeinde Bodnegg (alle Landkreis Ravensburg).

### Gemeindegliederung
Zu Neukirch gehören die Dörfer Goppertsweiler und Wildpoltsweiler, die Weiler Bernried, Blumegg, Elmenau, Gunzenweiler, Hinteressach, Litzelmannshof, Matzenweiler, Oberlangensee, Oberrussenried, Summerau, Uhetsweiler, Mehetsweiler, Unterlangensee, Unterrussenried, Vorderessach und Wittenberg, die Höfe Aberlingsbühl, Bechenhütten, Bernaumühle, Ebersberg, Flunau, Hinterburg, Landolz, Neuhaus, Reisenbronn, Sackweiher, Schnaidt, Vorderburg und Zannau sowie der Wohnplatz Lustensbach.

### Schutzgebiete
Im Gebiet der Gemeinde Neukirch sind (Stand: 31. Oktober 2011) durch das Regierungspräsidium Tübingen bzw. das Landratsamt Bodenseekreis als untere Naturschutzbehörde drei Landschaftsschutzgebiete (Eiszeitliche Ränder des Argentals mit Argenaue, Endmoränenkegel Ebersberg mit Mahlweiher und Endmoränenlage „Höhe 585,1“ zwischen Gunzenweiler und Litzelmannshof) sowie zehn Naturschutzgebiete (Argen, Auweiher, Buchbach, Ebersberger Weiher, Gemsenweiher, Hüttensee, Hüttenwiesen, Igelsee, Jägerweiher und Kreuzweiher-Langensee) ausgewiesen.

## Geschichte

### Übersicht
Von einer frühzeitlichen Besiedelung ist hier, im Unterschied zu vielen anderen Orten im Bodenseekreis, nichts bekannt. Die erste sicher bezeugte Siedlung (837) an dieser Stelle ist der Kirchort Schönenberg. Der Freie Bernhardus aus Bernried war 1172 im damaligen Argengau ein Ministerialer der Grafen von Veringen.
Weitere Ortsteile entstanden teilweise sehr viel später, manche erst im 18. Jahrhundert.
Im Mittelalter gehörte das Gebiet zur Grafschaft Tettnang und lange Zeit zum Herrschaftsgebiet der Grafen von Montfort. Mit dem Niedergang dieses Geschlechts geriet es im späten 18. Jahrhundert an Vorderösterreich. Durch den Pressburger Frieden fiel der Ort 1806 an das Königreich Bayern. 1810 wurde unter dem Einfluss von Napoleon der Pariser Vertrag geschlossen. In dessen Folge wurde das Gebiet an das Königreich Württemberg abgetreten und dem Oberamt Tettnang zugeordnet. Bei den Gebietsreformen während der NS-Zeit in Württemberg entstand 1937 die Gemeinde Neukirch mit 32 Wohnplätzen und rund 1700 Einwohnern. 1938 kam die Gemeinde zum Landkreis Friedrichshafen. 1945 wurde Neukirch Teil der Französischen Besatzungszone und gehörte somit zum neu gegründeten Land Württemberg-Hohenzollern, welches 1952 im Land Baden-Württemberg aufging. Im Zuge der Kreisreform in Baden-Württemberg gelangte Neukirch 1973 zum Bodenseekreis.
Etwa 3100 Meter nördlich von Neukirch befindet sich die Ruine der Burg Ebersberg.

### Religionen
Neukirch ist überwiegend römisch-katholisch geprägt. Bis 1979 bestand am Ort die alte Pfarrkirche St. Silvester, an deren Stelle heute die Pfarrkirche St. Maria Rosenkranzkönigin getreten ist. Seit dem Jahr 2000 gehört die Gemeinde zur Seelsorgeeinheit Argental.

## Politik

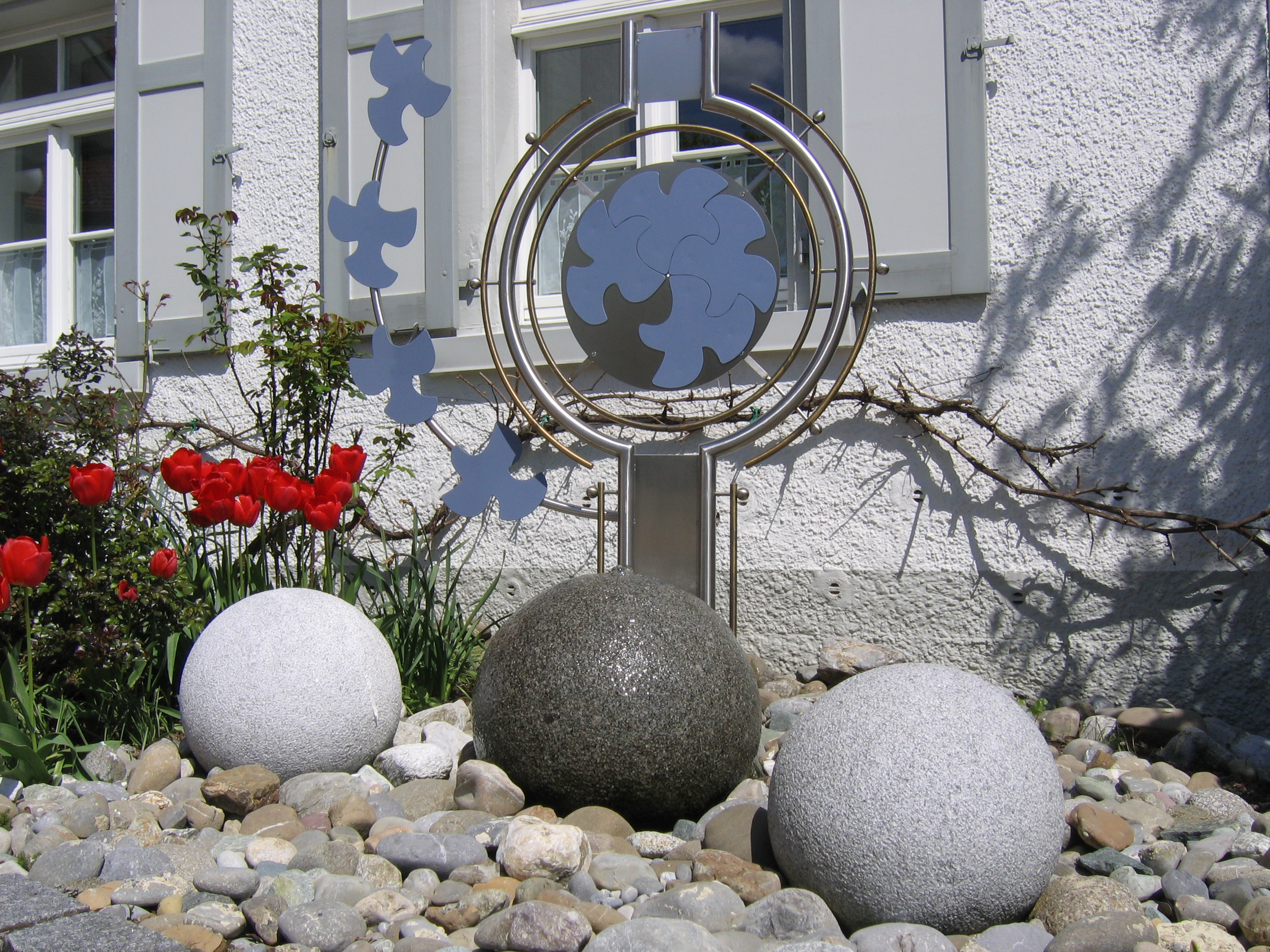
Brunnen bei der Kirche

### Verwaltungsgemeinschaft
Neukirch hat mit der Stadt Tettnang eine Verwaltungsgemeinschaft vereinbart.

### Gemeinderat
Der Gemeinderat in Neukirch besteht aus den 12 gewählten ehrenamtlichen Gemeinderäten und dem Bürgermeister als Vorsitzendem. Der Bürgermeister ist im Gemeinderat stimmberechtigt.
Die Kommunalwahl am 9. Juni 2024 führte zu folgendem Ergebnis. Die Wahlbeteiligung lag bei 72,17 % (2019: 66,8 %).
| CDU          | 6 Sitze | 51,41 % | (2019: 6 Sitze, 49,1 %) |
| Freie Wähler | 6 Sitze | 48,59 % | (2019: 6 Sitze, 50,9 %) |

### Bürgermeister
Bürgermeister ist seit 2025 Hermann Roggors. Zuvor amtierte von 2001 bis 2025 Reinhold Schnell.

### Wappen
| Wappen der Gemeinde Neukirch | Blasonierung: „In Silber (Weiß) an drei roten Trageringen eine dreilatzige rote Fahne, darunter schräg gekreuzt ein gestürztes rotes Schwert und ein roter Abtsstab.“ |
| Wappen der Gemeinde Neukirch | Wappenbegründung: Die dreilatzige rote Fahne im silbernen Schild ist das Wappen der Grafen von Montfort, zu deren Herrschaft Tettnang der Ort bis zum Jahr 1780 gehörte. Im Gemeindegebiet hatten auch zahlreiche niederadlige Familien, so zum Beispiel von Ah, von Bernried, von Ebersberg, von Flunau, von Pflegelberg, Stein von Reichenstein, Vögte von Altsummerau und Klöster wie Allerheiligen, Langnau und Weingarten Besitz. An diesen erinnern das Schwert und der Abtsstab im Gemeindewappen, das mit der Flagge am 14. Februar 1958 vom Innenministerium verliehen worden ist. |

### Partnergemeinden
Die drei Partnergemeinden von Neukirch sind Szada in Ungarn (Kreis Gödöllő), die Ortschaft Mauls der Gemeinde Freienfeld in Südtirol und die Gemeinde Osterstedt in Schleswig-Holstein.

## Wirtschaft und Infrastruktur
Noch heute lebt etwa ein Fünftel der Einwohner Neukirchs von der Landwirtschaft. Dies ist der höchste Anteil unter sämtlichen Gemeinden des Kreises.
Die Bewohner der Gemeinde arbeiten hauptsächlich in mittelständischen Gewerbebetrieben in der näheren Umgebung oder pendeln in eine der umliegenden größeren Städte wie Ravensburg oder Friedrichshafen.
Die Energieversorgung erfolgt durch das Regionalwerk Bodensee.

### Verkehr
Durch Neukirch führt der Oberschwaben-Allgäu-Radweg. Er ist eine Rundstrecke über Ulm und Tettnang. Er verbindet Neukirch mit Wangen im Allgäu und in der anderen Richtung mit Tettnang.
Der Donau-Bodensee-Radweg führt von Ulm über Wangen im Allgäu, Neukirch und Oberlangnau nach Kressbronn.
In der Ortsmitte endet die erste und beginnt die zweite Etappe des Jubiläumsweges, eines 111 Kilometer langen Wanderweges, der 1998 zum 25-jährigen Bestehen des Bodenseekreises ausgeschildert wurde. Er führt über sechs Etappen durch das Hinterland des Sees, und zwar von Kressbronn über Neukirch, Meckenbeuren, Markdorf, Heiligenberg und Owingen nach Überlingen.

### Bildungseinrichtungen
Neukirch verfügt über eine Grundschule.

## Kultur und Sehenswürdigkeiten

### Glaubensweg
Die Seelsorgeeinheit Argental, ein Zusammenschluss der katholischen Pfarreien Goppertsweiler, Hiltensweiler, Krumbach, Laimnau, Neukirch, Obereisenbach, Tannau und Wildpoltsweiler, hat zu ihrem zehnjährigen Bestehen 2010 in den jeweiligen Orten einen Glaubensweg angelegt. An vier der insgesamt neun Stationen sind in Neukirch und umliegenden Weilern große Natursteine aufgestellt. An jedem dieser Steine ist eine Tafel mit dem Logo der Seelsorgeeinheit und einem Spruch oder Vers angebracht. Die Weglänge beträgt rund 4,7 Kilometer.
- Station 1: „Keinen Weg lässt uns Gott gehen, den er nicht selbst gegangen wäre und auf dem er uns nicht vorausginge.“ (Dietrich Bonhoeffer)
- Station 2, in Bernried: „Besser ist es, hinkend auf dem rechten Weg zu gehen als mit festem Schritt abseits.“ (Aurelius Augustinus)

### Hexenhäusle

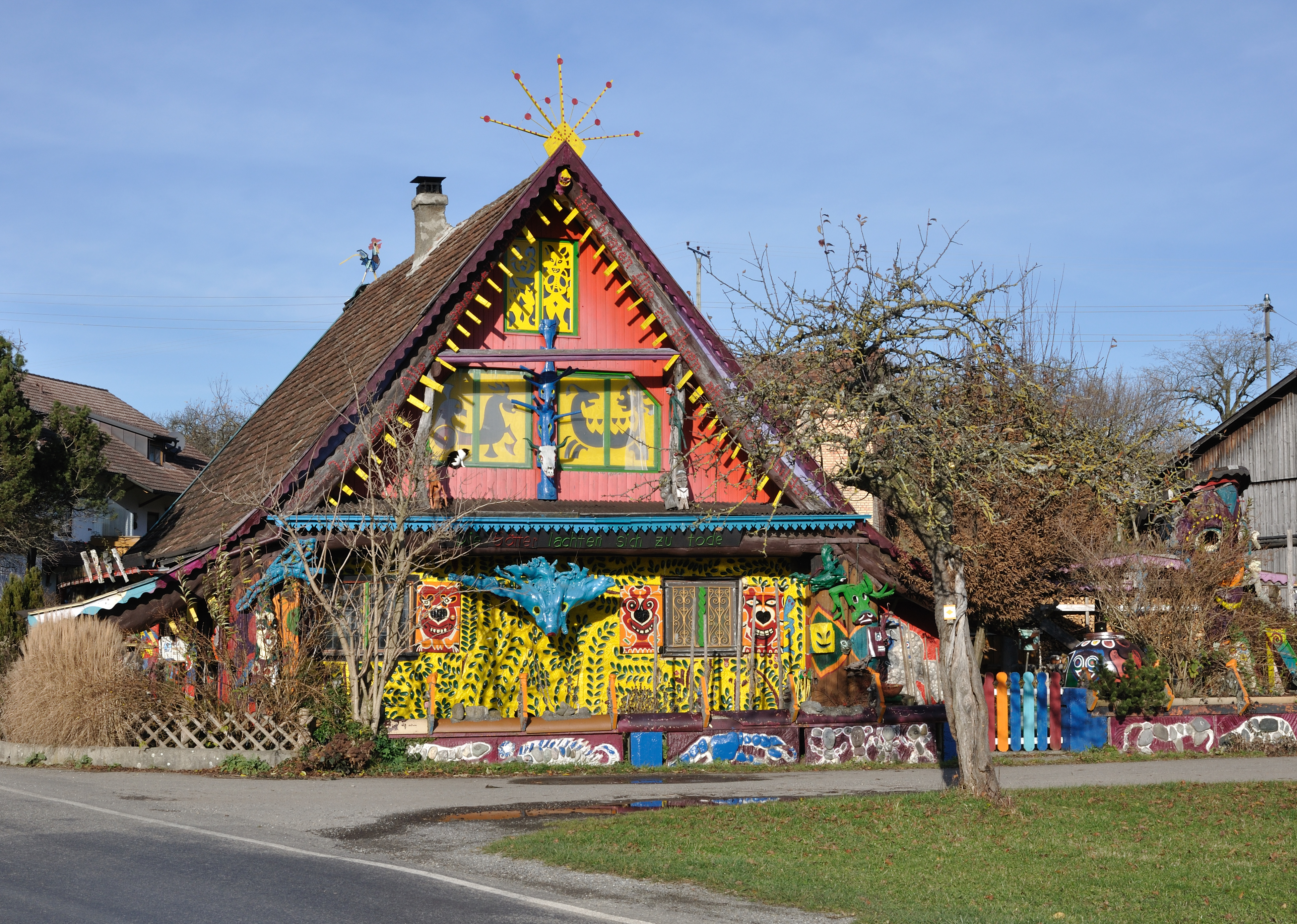
Hexenhäusle in Hinteressach

Im Ortsteil Hinteressach findet sich das vom Künstler Melchior Setz gestaltete „Hexenhäusle“. Es ist in Privatbesitz.

### Wildpark Sonnenhalde
Im Ortsteil Tettnang-Wildpoltsweiler führt ein Rundweg von 2,5 km an Gehegen mit Wildschweinen, Mufflons, Dam- und Rotwild sowie Haustieren vorbei. Am Spielplatz werden auch Kleintiere gehalten, es gibt ein Waldlabyrinth und Ponyreiten. Eine Besonderheit ist die Wasserversorgung über einen der in Deutschland wenigen funktionsfähigen Hydraulischen Widder, der mit einer Leitungslänge von 700 m einen Höhenunterschied von 50 m überbrückt.

## Söhne und Töchter der Gemeinde
- Rudolf Wachter (1923–2011), Bildhauer, geb. in Bernried